# Donald Gordon Payne
Donald Gordon Payne (Londra, 3 gennaio 1924 – 22 agosto 2018) è stato uno scrittore britannico, famoso per il romanzo Il cimitero dei capodogli da cui la Disney ha tratto il film di avventura L'isola sul tetto del mondo.
Ha basato alcune delle sue storie sugli scritti e sugli appunti di viaggio dello scrittore e viaggiatore australiano James Vance Marshall.
Nella sua carriera ha usato diversi pseudonimi: Ian Cameron, Donald Gordon e James Vance Marshall.
Viveva nel Surrey, nel Sud Est dell'Inghilterra.

## Opere

### Romanzi
- La grande prova, 1959 (come James Vance Marshall)
- Il cimitero dei capodogli o L'isola sul tetto del mondo (The Lost Ones, 1961) (come Ian Cameron)[2]
- Le montagne sul tetto del mondo (1972) (come Ian Cameron)